# Washington Guadalupe
Washington Guadalupe fue un periodista y político uruguayo perteneciente al Partido Nacional. 
Oriundo del departamento de Cerro Largo, fue apodado "el Flaco" por su silueta, que a su vez motivó numerosas caricaturas de Julio Suárez "Peloduro" y Ral.
Colaboró en la fundación del periódico El Nacional, más adelante escribió en las páginas de El Debate, que llegó a dirigir en la década de 1960; se caracterizó por su mordacidad para atacar al Partido Colorado. En 1968 fue el primero en lanzar la (nunca probada) acusación de "infidente" al político colorado Jorge Batlle.
Guadalupe fue electo al Senado para el periodo 1959-1963. En las elecciones de 1963 retuvo su escaño, y ocurrió un episodio singular: también era sexto candidato al Consejo Nacional de Gobierno, pero solo podría acceder al sillón si se cumplía con determinados requisitos en la votación, de lo contrario el puesto sería para Héctor Lorenzo y Losada (su suplente); cuando se acercaba la fecha de jura de los consejeros, esta situación seguía sin resolverse. Finalmente, Guadalupe renunció para reasumir en el Senado, y Lorenzo y Losada fue consejero de gobierno.
Otra vez más, Guadalupe fue electo senador para el periodo 1967-1972.